# Votivskepp

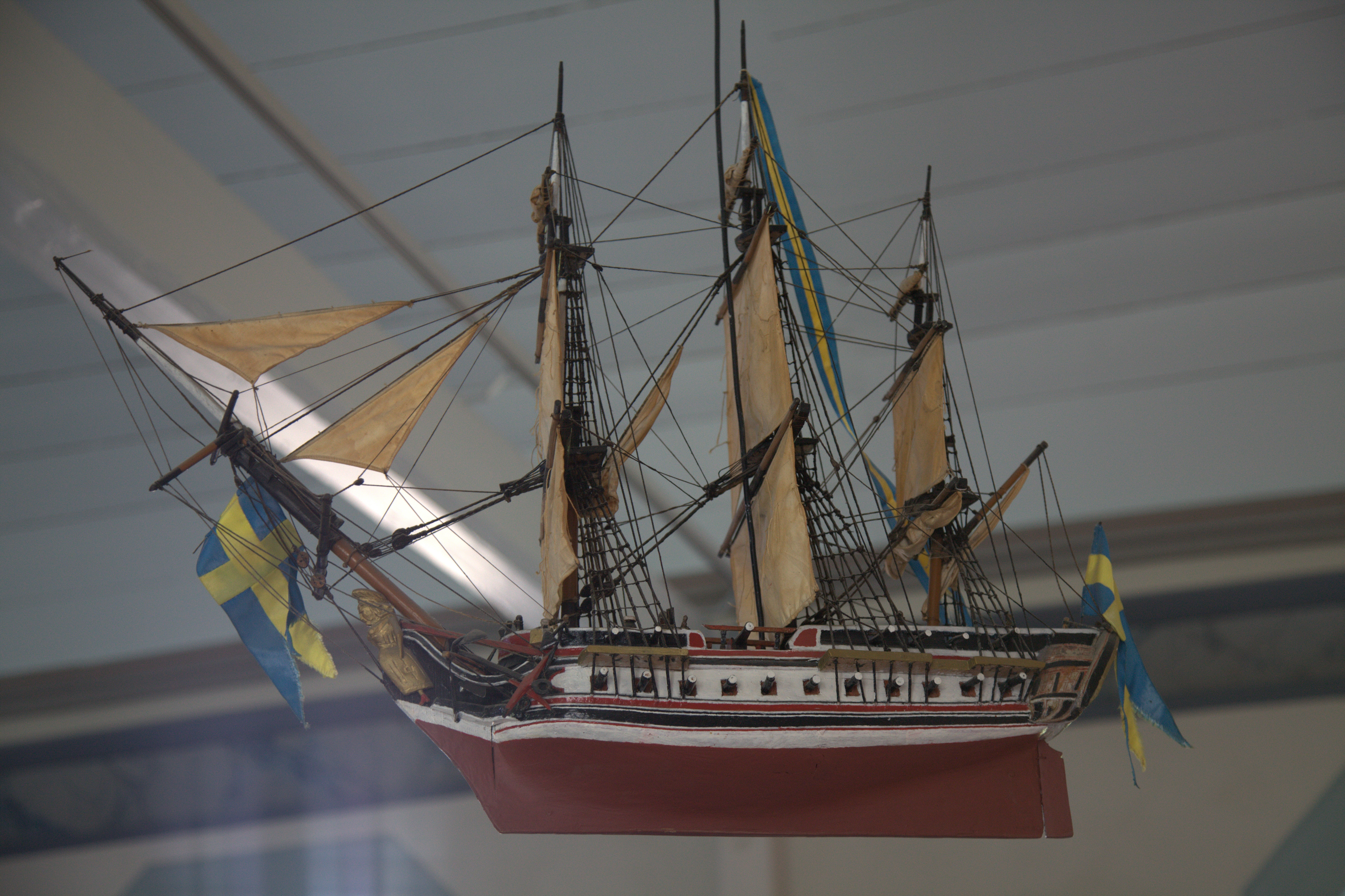
Votivskepp i Rönnängs kyrka.

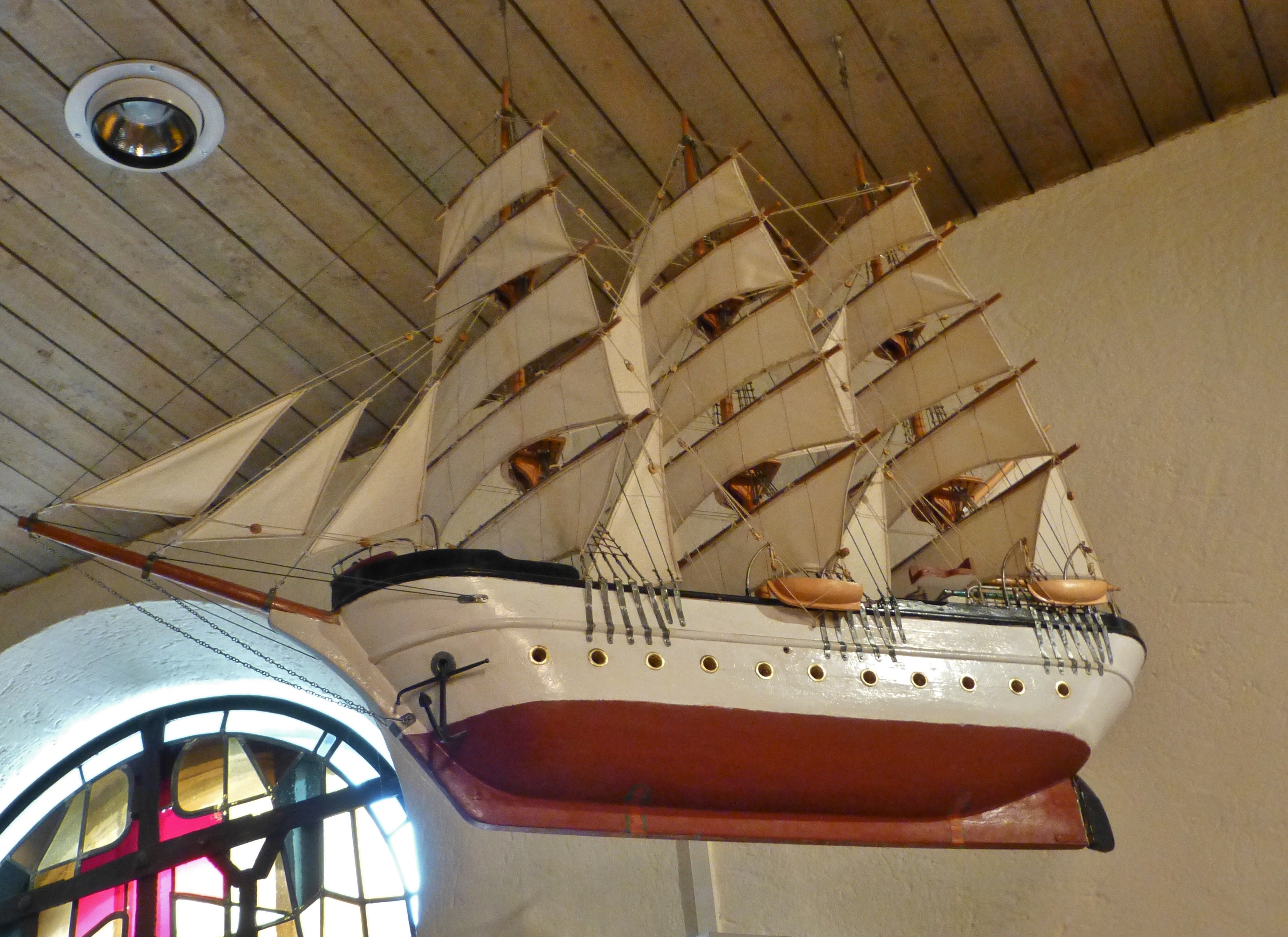
Votivskepp i Borgholms kyrka.

Ett votivskepp eller kyrkskepp är modeller av fartyg, avsedda att fästas vid väggar eller att hängas upp i tak i kyrkor. Besättningar, som var i sjönöd, bad till Gud och lovade skänka en gåva om de undgick katastrofen. Ofta donerades en modell av det skepp man seglat med. Skeppet var de nödställdas votivgåvor. Votiv betyder löfte.
Votivskepp är vanliga i kyrkor i de nordiska länderna. I Danmark finns ungefär 1 300 votivskepp i kyrkor, en eller flera i ungefär varannan kyrka.

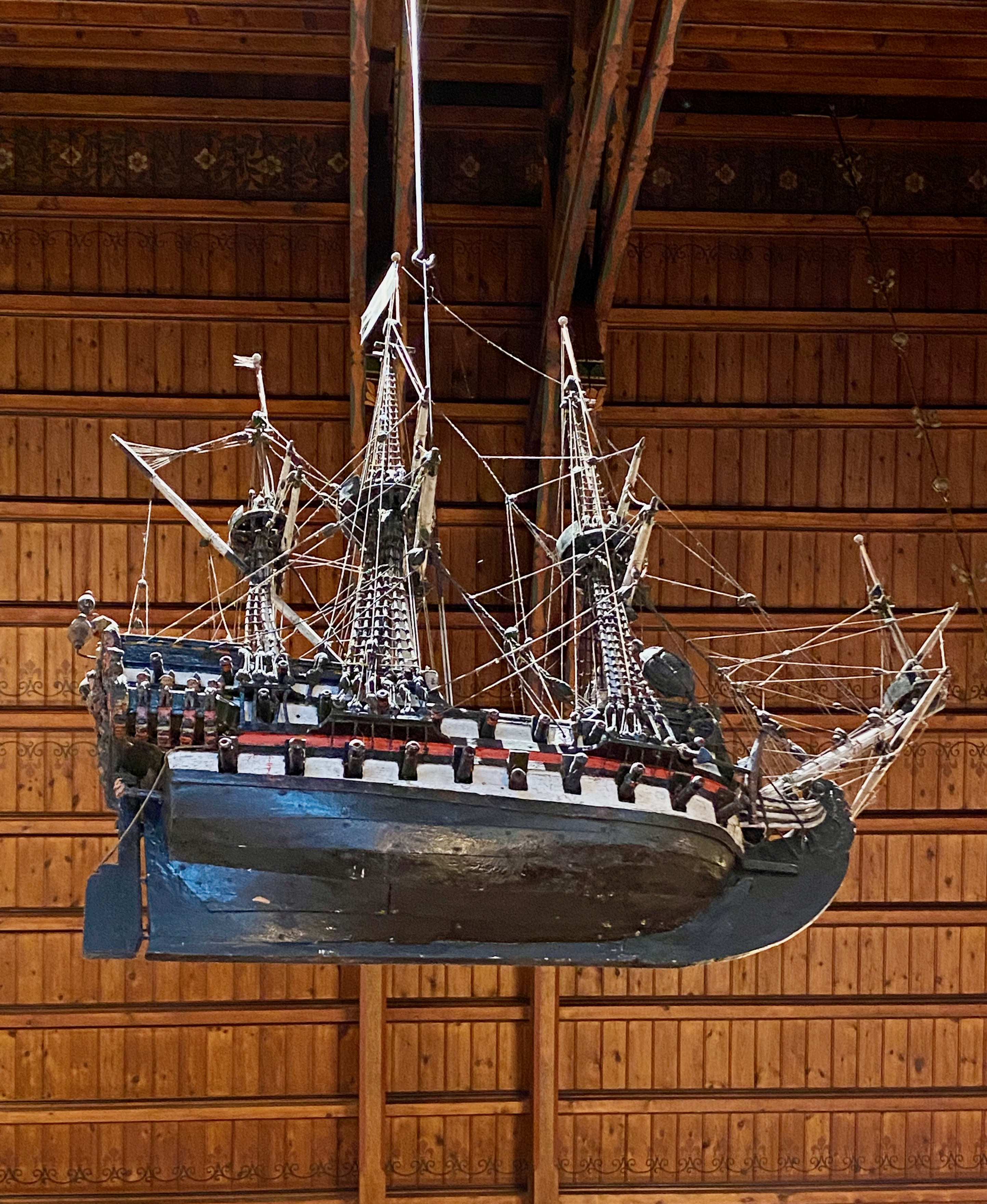
Votivskepp i Nacka kyrka skänkt 1697 av sjömannen Anders Bruun.

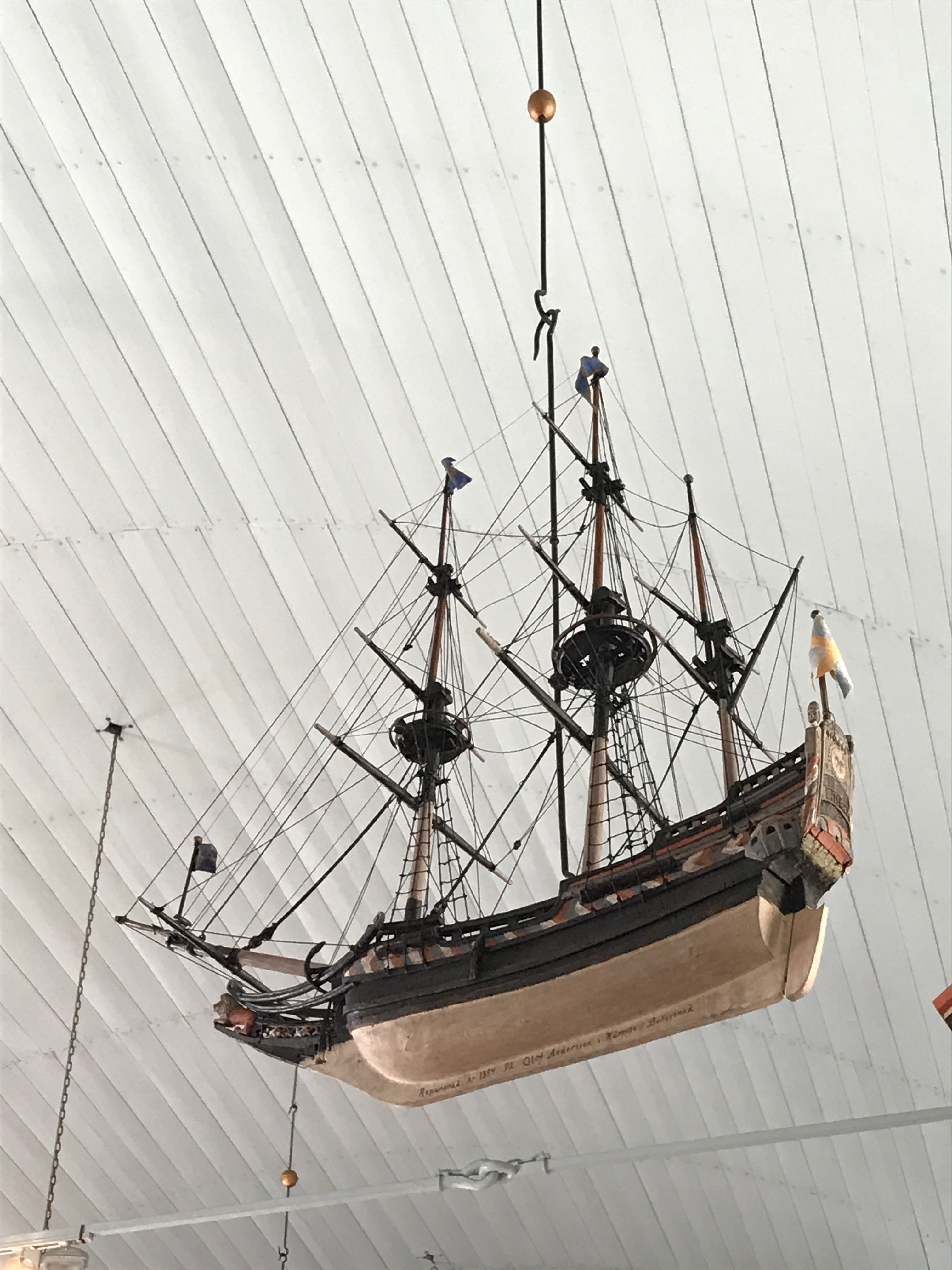
Votivskepp i Tjärnö kyrka

Det äldsta votivskeppet i nuvarande Sverige har dokumenterats från Landskrona 1536. Det äldsta kända från Sverige före 1658 års gränser är troligen en skadad modell av en galeon från 1500-talet som hängt i Storkyrkan i Stockholm och som numera är ersatt med en kopia. Det bedöms vara från 1590–1610 och kan härstamma från Nederländerna. Originalet finns numera i Sjöhistoriska museet i Stockholm. Kopian har gjorts av modellbyggaren Harald Åkerlund (1900–80) och skänktes till Storkyrkan på 1950-talet.